# Filip Florian
Filip Florian (ur. 1968) – rumuński pisarz i dziennikarz.

## Życiorys
Jako pisarz debiutował w 2005 powieścią Małe palce. Jej akcja rozgrywa się współcześnie, w małym rumuńskim miasteczku, w którym w czasie wykopalisk archeologicznych dochodzi do odkrycia masowego grobu. Florian łączy opis codziennego życia z historią i politycznymi zawirowaniami. Książka została uhonorowana szeregiem rumuńskich nagród, przetłumaczono ją na kilka języków, w tym polski.
Wspólnie z bratem Mateim napisał również powieść Starszy brat, młodszy brat.
Dwie z jego powieści znalazły się w finale Literackiej Nagrody Europy Środkowej „Angelus”: Dni króla w 2017 oraz Wszystkie sowy w 2019.

## Twórczość
- 2005: Małe palce (Degete mici) – wydanie polskie: tłum. Szymon Wcisło, Wydawnictwo Czarne, 2008
- 2006: Starszy brat, młodszy brat (Băiuțeii) – wydanie polskie: tłum. Szymon Wcisło, Wydawnictwo Czarne, 2009[2]
- 2008: Dni króla (Zilele regelui) – wydanie polskie: tłum. Radosława Janowska-Lascar, Amaltea, Wrocław 2016[3]
- 2012: Wszystkie sowy (Toate bufnițele) – wydanie polskie: tłum. Radosława Janowska-Lascar, Amaltea, Wrocław 2018[4]